# WOW Spazio Fumetto
Het WOW Spazio Fumetto is een kunstmuseum gelegen in de Italiaanse stad Milaan. Het museum is gewijd aan de strip en de animatie.

## Geschiedenis
Het gebouw werd in 1926 als tramdepot gebouwd. In 1960 kocht fabrikant Motta het gebouw aan, waarna er tot 1985 een snoepfabriek gevestigd was. Hierna bleef het gebouw enige tijd ongebruikt tot de stad Milaan dat gebied wilde opwaarderen. Hierop werd er een park aangelegd naast het gebouw. Het gebouw zelf werd gebruikt voor culturele evenementen.
Halverwege de jaren 90 overleed stripjournalist, stripverzamelaar en stripauteur Franco Fossati, waarna de stichting "Franco Fossati Foundation" werd opgericht. Fossati's collectie kwam dan in het bezit van de stichting. In 2010 kreeg die stichting bovenstaand gebouw toegewezen, waarna er dit museum van gemaakt werd. Het museum opende op 1 april 2011 zijn deuren.

## Collectie
Het museum bezit een collectie van meer dan 500.000 stukken waaronder platen, tijdschriftpublicaties en albums. Op het gelijkvloers is een permanente tentoonstelling. Op de eerste etage worden tijdelijke tentoonstellingen gehouden. Daarnaast is er ook een stripbibliotheek.
De bibliotheek omvat meer dan 9000 stukken waaronder albums en tijdschriften.